# Mon père, cet étranger
Pour plus de détails, voir Fiche technique et Distribution.
Mon père, cet étranger (The Young Stranger) est un film américain réalisé par John Frankenheimer, sorti en 1957. Ce film à petit budget est le premier long métrage réalisé par John Frankenheimer, qui avait jusque là officié à la télévision.

## Synopsis
Harold James « Hal » Ditmar, âgé de 16 ans, est le fils d'un riche producteur de films, Tom Ditmar. Ce dernier ne s'occupe que très peu de son fils. Un jour, Hal se dispute dans un théâtre avec le directeur du théâtre et le frappe. Hal clame alors avoir agi en état de légitime défense. Mais ni la police, ni son père ne croient ses explications.

## Fiche technique
Sauf indication contraire, les informations mentionnées dans cette section peuvent être confirmées par la base de données cinématographiques IMDb,  présente dans la section « Liens externes ».
- Titre : Mon père, cet étranger
- Titre original : The Young Stranger
- Titres de travail : Deal a Blow, Strike a Blow et Is This Our Son?
- Réalisation : John Frankenheimer
- Scénario : Robert Dozier
- Décors : William Stevens
- Photographie : Robert H. Planck
- Montage : Edward A. Biery et Robert Swink
- Musique : Leonard Rosenman
- Générique : Saul Bass
- Production : Stuart Millar
- Société de production : Stuart Millar Productions
- Société de distribution : RKO Pictures (États-Unis)
- Budget : n/a
- Pays de production :  États-Unis
- Langue originale : anglais
- Format : noir et blanc - 1.85:1 - 35 - son monophonique
- Genre : drame
- Durée : 84 minutes
- Dates de sortie[1] :
  - États-Unis : 7 avril 1957 (sortie limitée à New York)
  - France : 11 mai 1960

## Distribution

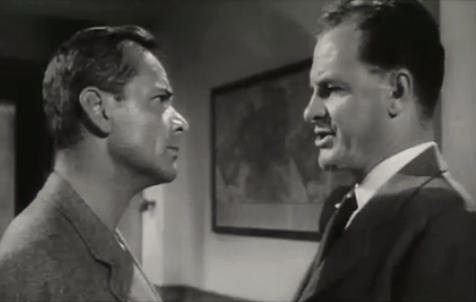
James Daly (à gauche) et James Gregory

- James MacArthur : Harold James « Hal » Ditmar
- James Daly : Thomas « Tom » Ditmar
- Kim Hunter : Helen Ditmar
- James Gregory : le sergent Shipley
- Byron Foulger : M. Doyle

## Production
Le tournage a lieu dans plusieurs quartiers de Los Angeles (Los Feliz, North Catalina Street, Silver Lake, Westwood).